# Trung quán tông
Trung quán tông (zh. 中觀宗, sa. mādhyamika, bo. dbu ma pa དབུ་མ་པ་), còn được gọi là Trung luận tông (zh. 中論宗), là một trường phái Đại thừa, được Long Thụ (zh. 龍樹, sa. nāgārjuna) thành lập. Tông này có ảnh hưởng lớn tại Ấn Độ, Trung Quốc, Tây Tạng, Nhật Bản và Việt Nam. Đại diện xuất sắc của phái này, bên cạnh Long Thụ, là Āryadeva (Thánh Thiên, học trò của Long Thụ), Rahula Badhra (La-hầu-la Bạt-đà-la, học trò của Āryadeva), Buddhapàlita (Phật Hộ), Bhàvaviveka (Thanh Biện), Trí Quang, Candrakirt (Nguyệt Xứng), Sư Tử Quang, Thắng Quang, Trí Hộ, Tịch Thiên, Tịch Hộ và Liên Hoa Giới. Những luận sư vĩ đại này có ảnh hưởng rất lớn trong việc phát triển đạo Phật tại Tây Tạng.
Tên gọi của tông này dựa trên quan điểm quán sát Trung đạo, không rơi vào kiến chấp hai bên Với quan điểm Bát bất, được ghi lại trong bài kệ dẫn nhập của Trung luận (sa. madhyamakaśāstra), Long Thụ cho rằng mọi miêu tả về sự vật đều không đúng và Sư nêu rõ tính chất hư huyễn của sự vật. Nguyên văn kệ Bát bất, Tám phủ định (Chân Nguyên dịch Phạn-Việt):
Vì tất cả mọi sự đều dựa lên nhau mà thành (duyên khởi), cho nên chúng không tồn tại độc lập, không có tự ngã (zh. 我, sa. ātman), tự tính (zh. 自性, sa. svabhāva), trống rỗng (sa. śūnya). Cái trống rỗng, cái tính Không (sa. śūnyatā) trong Trung quán tông có một ý nghĩa hai mặt: một mặt, tính Không không có một tự ngã nào; mặt khác, tính Không đồng nghĩa với sự giải thoát, vì tính Không chính là bản thể tuyệt đối. Chứng ngộ được tính Không tức là giải thoát. Muốn đạt được điều này, người ta phải thoát khỏi tâm thức nhị nguyên. Đối với Trung quán tông thì tính Không là thể tính cuối cùng, đồng nghĩa với Pháp thân (sa. dharmakāya). Vì quan điểm Không toàn triệt nói trên mà Trung quán tông có khi được gọi là Không tông (sa. śūnyavādin).
Muốn đạt được bản thể tuyệt đối, người ta phải thấu qua chân lý tương đối. Vì vậy phái này cũng có quan điểm riêng về "Chân lý hai mặt" (nhị đế 二諦, sa. satyadvaya), họ gọi chân lý thông thường là tục đế hay Chân lý quy ước (thế tục đế 世俗諦, sa. saṃvṛtisatya). Chân lý quy ước này dành cho hiện tượng và khái niệm thế gian, chúng vốn bị tính chất nhị nguyên quy định. Chân lý tuyệt đối, tối cao (đệ nhất nghĩa đế 第一義諦, sa. paramārthasatya) thì siêu tuyệt, không còn các mặt đối lập. Lý luận thông thường có thể tiếp cận tục đế, tuy không phải là chân lý cuối cùng, nhưng chúng cũng có giá trị nhất định. Vì vậy, chấp nhận tính Không, vô ngã (sa. anātman) hoàn toàn không phải phủ nhận kinh nghiệm của con người. Đời sống của một hành giả Trung quán tông cũng phải phản ánh quan điểm đó, nghĩa là, đối với bên ngoài, người đó cũng xem khổ như là có thật, cũng phải giữ giới và cố gắng giúp tất cả mọi người giải thoát.
Các tác phẩm của Long Thụ còn giúp phát triển ngành Nhân minh học (zh. 因明學, sa. hetuvidyā). Ngành này cũng chịu ảnh hưởng của trường phái lớn thứ hai của Đại thừa Ấn Độ là Duy thức tông (sa. vijñānavādin, yogācārin) và ngược lại ngành Nhân minh học cũng mài dũa cho Trung quán tông những lý luận sắc bén. Trong lĩnh vực Nhân minh, Duy thức tông cũng góp phần quan trọng, trả lời những câu hỏi mà Trung quán tông không có ý kiến, không đề cập đến như cách phát sinh của thế giới hiện tượng.

## Sự phát triển
Sau Thánh Thiên thì Phật Hộ (zh. 佛護, sa. buddhapālita) là người đại diện xuất sắc của Trung quán tông. Sư có viết bài luận về (Căn bản) Trung quán luận tụng (sa. [mūla-] madhyamaka-kārikā), tên gọi khác của Trung luận của Long Thụ. Trong bộ này, với tên Phật Hộ căn bản trung quán luận thích (sa. buddhapālita-mūlamadhyamaka-vṛtti), Sư đả phá quan điểm của những kẻ đối nghịch và những kết luận (sa. prasaṅga) sai trái của họ, có thể gọi là "phá tà hiển chính," nghĩa là hoàn toàn không nêu quan điểm của chính mình, chỉ dựa vào những nhược điểm, những mâu thuẫn hiển hiện của đối thủ mà đả phá họ. Sư thành lập hệ phái Trung quán-Cụ duyên (zh. 中觀具緣; cũng gọi là Trung quán-Ứng thành tông 中觀應成宗, sa. prāsaṅgikamādhyamika)—tên gọi tông này dựa trên phương pháp đó.
Thanh Biện (zh. 清辯, sa. bhāvaviveka) áp dụng luận lý học của Duy thức tông và Nhân minh học của Trần-na (zh. 陳那, sa. dignāga) trong thuyết Trung luận của mình. Sư hay nhấn mạnh đến "tính hợp quy luật", xây dựng luận thức độc đáo của chính mình và sau đó tiến tới bác bỏ lập luận đối phương. Vì thế nên hệ phái của Sư mang tên là Trung quán-Tự ý lập tông (zh. 中觀自意立宗) hay Trung quán-Y tự khởi tông (zh. 中觀依自起宗, sa. svātantrika-mādhyamika). Sư cũng phân tích và phê bình các luận sư khác và công kích luôn cả Phật Hộ. Tất nhiên qua đó Thanh Biện có nhiều sai biệt với các luận sư khác, như về thể tính của ý thức, sư xem nó chỉ là một phần của thế giới hiện tượng.
Nguyệt Xứng (zh. 月稱, sa. candrakīrti) thì cố gắng trở về với giáo lý nguyên thủy của Long Thụ. Sư tự xem mình là người thừa kế Phật Hộ và từ chối quan điểm của Thanh Biện, từ chối đưa ra bất cứ một hệ luận nào vì cho rằng Trung quán tông đích thật không chủ trương một quan điểm nào cả. Sư soạn một bài luận giải tác phẩm Trung quán luận của Long Thụ và trong đây, sư chứng minh hệ thống của Phật Hộ là đúng. Với xác nhận này, sư phản ứng những quan điểm được Thanh Biện đề ra để bài xích một vài điểm trong hệ thống của Phật Hộ. Sư nêu rõ là một người có quan điểm trung dung không nên đề ra những luận tam đoạn (tam đoạn luận pháp 三段論法, syllogism) độc lập mà trong đó, cả ba chi của một luận điểm tự lập, tự khởi.
Một luận sư khác quan trọng của Trung quán tông là Tịch Thiên (zh. 寂天, sa. śāntideva, thế kỉ 7-8), là người nổi danh với hai tác phẩm Nhập bồ-đề hành luận (入菩提行論, sa. bodhicaryāvatāra), trình bày con đường tu tập của một Bồ Tát và Tập Bồ Tát học luận (集菩薩學論, sa. śikṣāsamuccaya), trình bày các quy định tu học của một vị Bồ Tát.

## Sự phân phái trong Trung quán
Trung Quán Tông được chia làm hai bộ phái nhỏ:
1. Trung Quán Y Tự Khới do Thanh Biện khai sáng cho rằng Pháp giới có tự tính một cách tục đế.
2. Trung Quán Ứng Thành hay Quy Mậu Biện Chứng phái do Thánh Thiên, Phật Hộ, Nguyệt Xứng, và Tịch Thiên chủ trương. Họ cho rằng Pháp giới và Tâm giới trong cả tục đế lẫn chân đế đều không có tự tính. Họ cũng bác bỏ Quan điểm về sự tồn tại của thức tự tri (self cognizing). Trung Quán Ứng Thành sau này, phát triễn mạnh mẽ tại Tậy Tạng cho đến ngày nay.
Cả hai hệ phái này đều bác bỏ quan điểm của Duy thức về Tàng Thức và Mạt-na thức, cũng như là bác bỏ quan điểm Tam Tự Tánh của Duy thức tông

## Trung quán và Phật giáo Tây Tạng
Trung quán tông đóng một vai trò quan trọng trung tâm trong Phật giáo Tây Tạng, kể từ thế kỉ thứ 8. Điều đó có lẽ xuất phát từ hoạt động của luận sư Tịch Hộ (zh. 寂護, sa. śāntarakṣita) và môn đệ là Liên Hoa Giới (zh. 蓮華戒, sa. kamalaśīla). Thời đó, hai vị này đại diện cho tông Trung quán-Duy thức (sa. yogācāra-svātantrika-mādhyamika), đưa những quan điểm Duy thức vào giáo lý của Long Thụ. Tương truyền Liên Hoa Giới tham dự một cuộc tranh luận với Thiền tông tổ chức tại Tây Tạng. Trong cuộc tranh luận đó Liên Hoa Giới thắng lợi và sau đó nhà vua Tây Tạng tuyên bố lấy Trung quán tông làm giáo pháp chính thống.
Trong thế kỉ thứ 11, với việc truyền bá giáo pháp lần thứ hai tại Tây Tạng, quan điểm Trung quán của Nguyệt Xứng lại thắng lợi. Cũng trong thời gian đó lại nảy sinh một hệ phái Trung quán khác, một sự tổng hợp với giáo pháp của Vô Trước (zh. 無著, sa. asaṅga). Giữa thế kỉ 11 và 14, Tây Tạng lại tổng hoà các tông phái khác nhau của Trung quán và tiếp tục phát triển. Giữa thế kỉ 14 và 16, tại Tây Tạng có 4 hệ phái của Trung quán. Trung quán tông phát triển đến mức tuyệt đỉnh và luôn luôn được luận giải mới mẻ, sinh động. Đến thế kỉ thứ 19, phong trào Rime của Tây Tạng lại tìm cách đổi mới cách sắp xếp thứ tự quan điểm của Trung quán tông. Các quan điểm triết học của Trung luận được trình bày trong các loại luận được gọi là Tất-đàn-đa (sa. siddhānta) tại Tây Tạng. Ngoài ra người ta còn tìm thấy trong các loại sách phổ thông chú trọng về các phương pháp tu tập để chứng ngộ được trực tiếp giáo lý của Trung quán tông.